# 川口市民歌
- 日本 > 埼玉県 > 川口市 > 川口市民歌
- 日本 > 市町村 > 市町村歌 > 埼玉県の市町村歌一覧 > 川口市民歌

「川口市民歌」（かわぐちしみんか）は、埼玉県川口市が制定した市民歌である。作詞・サトウハチロー、作曲・團伊玖磨。

## 解説
川口市では市制10周年を目前に控える1942年（昭和17年）3月13日に初代の「川口市歌」（作詞：戸室有泰、作曲：橋本國彦）および市民歌「みやこ川口」（作詞：木佐貫慶三、作曲：中山晋平）を制定していたが、太平洋戦争の最中に制定されたこの初代市歌は「皇国（みくに）を担ふ 産業の」と皇国史観を色濃く反映したものであり、市民歌「みやこ川口」も大政翼賛会川口市支部が選定に関わっていたため戦後は公的に演奏されなくなった。
旧市歌の演奏が停止されてから17年後の1962年（昭和37年）、市制30周年を記念して新しく市民歌が作成されることになり4月23日に川口市役所で「市歌制定委員会」が立ち上げられる。この際に「市歌」では堅苦しいイメージがあると言う意見が出されたため表題を「市民歌」とすることで一致し、歌詞を懸賞募集でなく専門家に依頼したうえで東芝音楽工業（のちユニバーサルミュージック・EMI Records）にレコードの作成を委託する方針が決められた。作詞者にサトウハチローを指名したのは当時の教育長、作曲者に團伊玖磨を指名したのは大野元美市長とされ、1984年（昭和59年）刊の『川口市史 現代資料編』本編巻頭口絵にはサトウ直筆の原稿が掲載されているが、サトウの初稿では3番の歌い出しが「そぞろ歩きは 安行あたり」としていた箇所を市長からの要請で「みどりの小みち」に変更したことが書簡により確認されている。曲の完成は8月23日で、11月23日に初演奏が行われた。
1番では制定当時に約600の町工場から林立していた溶銑炉が「キューポラかぞえて」と歌われているが、1990年代の初めには工場の廃業でマンションが建ったり電気溶解炉へ切り替わったりで約250に減少し、3番に「はた織る姿も」と歌われた紡績工場も市内からほとんど姿を消してしまっていた。
平成の大合併において川口市は鳩ヶ谷市を編入合併したが、合併協議会で市民歌の扱いは「川口市の制度に統一する」と取り決められたため1977年（昭和52年）制定の「鳩ヶ谷市歌」は合併当日を以て失効・廃止となり「川口市民歌」に一本化されている。JR東日本では2018年（平成30年）11月10日の中核市移行を記念し、同月1日から1か月間限定で川口駅、西川口駅、東川口駅の3駅で発車メロディに「川口市民歌」を採用していた。